# Philippe Ducousso
Philippe Ducousso (Vic-Fezensac, 27 de juny del 1959) és un entrenador de rugbi a 15.
Va ser l'entrenador de la USAP de Perpinyà de setembre de 2004 a maig de 2007 amb Philippe Boher; el succeí Franck Azéma. Des de 1996 és professor esportiu a l'Institut nacional de les ciències applicades de Toulouse.

## Trajectòria

### Com a jugador
- Vic-Fezensac
- Bagnères
- Stade Toulousain

## Com a entrenador
- Colomiers (1996-2000)
- Co-seleccionador francès sub-21, amb Philippe Boher (2001)
- Colomiers (2002-2003)
- Co-entrenador de l'USAP (2004-2006)
- Responsable del centre de formació de Colomiers (2007-)